# Labuđe jezero
Labuđe jezero (ruski: Лебединое озеро) je balet u 4 čina, za koji je glazbu napisao Petar Iljič Čajkovski između 1875. – 1876.
Praizvedba je bila 4. ožujka 1877. (20 veljače po julijanskom kalendaru) u moskovskom Boljšoj teatru.

## Povijest nastanka baleta
Čajkovski je glazbu za balet napisao po narudžbi Boljšog teatra za honorar od 800 rubalja po libretu, koji su zajedno napisali Vladimir Begičev, tadašnji direktor moskovskih carskih teatara i baletan Vasilij Geltzner po njemačkoj bajci „Ukradeni veo“. Tu bajku prvi je objavio Johann Karl August Musäus. Inače slična bajka postoji i u Rusiji („Bijeli patak“), čak je po radnji bliža, pa se pretpostavlja da su autori napravili jednu mješavinu, uzeli radnju iz ruske, a likove iz njemačke bajke. Koreografiju za premijeru napravio je Vaclav Reisinger, tadašnji baletmajstor Boljšog teatra. Premijera nije baš dobro prošla, ali se balet održao na repertoaru tog teatra do 1883. nakon ukupno 41 izvedbe.
Nakon smrti Čajkovskog, balet je postavljen u Sankt Peterburgu u Marijinskom teatru 1895. Za tu izvedbu koreografiju su napravili Marius Petipa (1 i 3 čin) i Lev Ivanov (2 i 4 čin) uz neke korekcije na libretu koju je napravio skladateljev brat Modest Čajkovski i korekcije na originalnoj partituri (kraćenja), koju je napravio dirigent tog teatra Riccardo Drigo. Ta izvedba postala je daleko popularnija pa se danas većina izvedbi Labuđeg jezera, reflektira na nju.
Ostale slavne izvedbe Labuđeg jezera zbile su se 1880. i 1882. Nakon toga 1901. ponovno u Boljšoj teatru te u Londonu 1911. u izvedbi "Ballets Russes" Sergeja Djagiljeva. 
Uloga Odette-Odile proslavila je mnoge primabalerine kao što su: Pierina Legnani, Vera Trefilova, Olga Preobraženska, Ana Pavlova, Tamara Tuman, Galina Uljanova, Maja Plisecka, Margot Fonteyn i dr.

## Likovi
- Kraljica
- Princ Siegfried (njezin sin)
- Benno (prinčev prijatelj)
- Wolfgang (učitelj princa)
- Odette (kraljica labudova)
- Von Rothbart (opaki čarobnjak koji pretvori Odette u labuda)
- Odile (čarobnjakova kći)
- ostali (labudice, dvorjani, prinčevi prijatelji)

## Sadržaj

### Prvi čin
U parku kraljevog dvora - dan je punoljetnosti princa Siegfrieda, dan stupanja u novi život i prihvaćanja novih obaveza, ali u isti tren, oproštaj od mladenačkih snova. Dan je sreće i uzbuđenja. Prvi ga pozdravljaju dobri i vjerni prijatelji iz njegova djetinjstva i mladenačkih dana - Benno i Wolfgang (nastavnik), zatim njegovi vršnjaci iz veselih igara i zabava. Žure se pozdraviti princa i svi ostali, koji žive u njegovom dvorcu. Princ radosno prima pozdrave. Iz dalekih krajeva dolaze na svečanost prinčevi-vazali. Oni mu daju mač i viteški križ i polažu prisegu na vjernost svome novom suverenu. Sada je on gospodar njihove zemlje i njihova života. Ali nešto steže njegovo srce, pa žuri majci i pred njom, prvom damom kraljevstva, kleči na koljenima moleći je za savjet i pomoć. Svečanost se odužila, pa princu počinje smetati buka raskošnog bala. Pošto je zabranio nastavniku i Bennu da pođu za njim, princ odlazi u lov s prijateljima.

### Drugi čin
Na pustoj obali divljeg jezera, opaki Von Rothbart krije djevojke, koje je pretvorio u labudove. Samo ljubav mladića prema najljepšoj od njih - Odette, može osloboditi djevojke zlog prokletstva i ubiti čarobnjaka, koji stalno čuva svoje zatočenice. Odjednom se na obali jezera pojavljuje princ. On vidi Odette i ostaje nepomičan, zgromljen njenom ljepotom i tajnom kojom je obavijena. Zli Rothbart se trudi odvesti djevojke i ne dopustiti princu, da se sretne s Odette, ali princ stiže prekrasnu djevojku-labudicu. Osjećaji sućuti i nježnosti prožimaju princa.
Pokorne opakoj volji čarobnjaka, djevojke napuštaju obalu. Opraštajući se s Odette, princ se zaklinje da će se vratiti i osloboditi je. Ali zli Von Rothbart neće dozvoliti, da princ ponovno priđe labuđem jezeru, da se još jednom sretne s Odette i učinit će sve da u srcu mladića utrne osjećaj ljubavi prema kraljici labudova.

### Treći čin
Na balu u kraljevskom dvorcu dolaze gosti. Nevjeste plešu pred prinčevim tronom. Siegfrieda nimalo ne uzbuđuju. Na bal dolaze nepoznati gosti, fanfare najavljuju dolazak grofa Rothbarta. To je glavom i bradom čarobnjak Rothbart s kćerkom Odile i svojom svitom. Opčinjen plesom koju svita izvodi i očaran ljepotom Odile, Siegfried zaboravlja prisegu datu Odetti, pa brzopleto izjavljuje majci, da je Odile njegova buduća izabranica. Odile traži od princa zakletvu, da nije dao svoju riječ drugoj ženi, Siegfried se kune. U isti trenutak stanu udarati munje i počne potres. Gosti nestaju, a princ pada onesviješten.

### Četvrti čin
Na obali labuđeg jezera počinje bura. Uznemireni labudovi očekuju dolazak svoje kraljice Odette. Ona se pojavljuje i vrlo tužna priča prijateljicama o izdaji Siegfrieda. Princ dojuri izbezumljen i moli Odette da mu oprosti, kune se da želi umrijeti zajedno s njom. Tada dolazi zli Rothbart i bori se s princom. U isti trenutak počinje bura na jezeru pa udar groma ubija Rothbarta. Polako se sve stišava, čarobnjaštva isčezavaju, a zora obasjava dvoje zaljubljenih, koji sretno koračaju u novi život. Balet završava temom labudica.